# Gemeentehuis van Asse

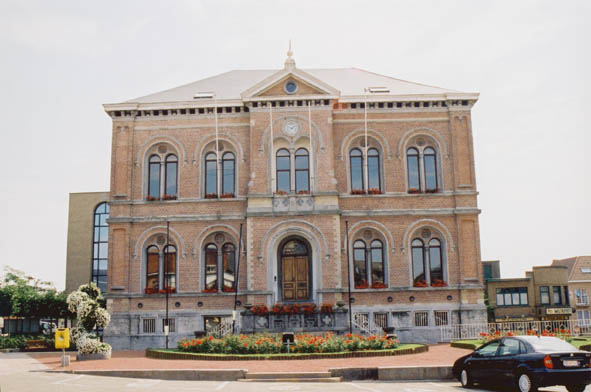
Gemeentehuis van Asse

Het gemeentehuis van Asse is het gemeentehuis van de Vlaams-Brabantse plaats Asse, gelegen aan het Gemeenteplein 1.

## Geschiedenis
Dit gemeentehuis werd gebouwd in 1861-1864 naar ontwerp van Louis Spaak. Omstreeks 1992 werd het gemeentehuis via een glazen loopbrug verbonden met een nabijgelegen nieuw administratief centrum.

## Gebouw
Het betreft een neoclassicistisch bouwwerk, symmetrisch van opzet, voorzien van een middenrisaliet dat bekroond is met een driehoekig fronton.

## Trivia
Het gemeentehuis diende als filmlocatie uit het Samson en Gert-kinderfeuilleton.